# Thaddeus McCotter

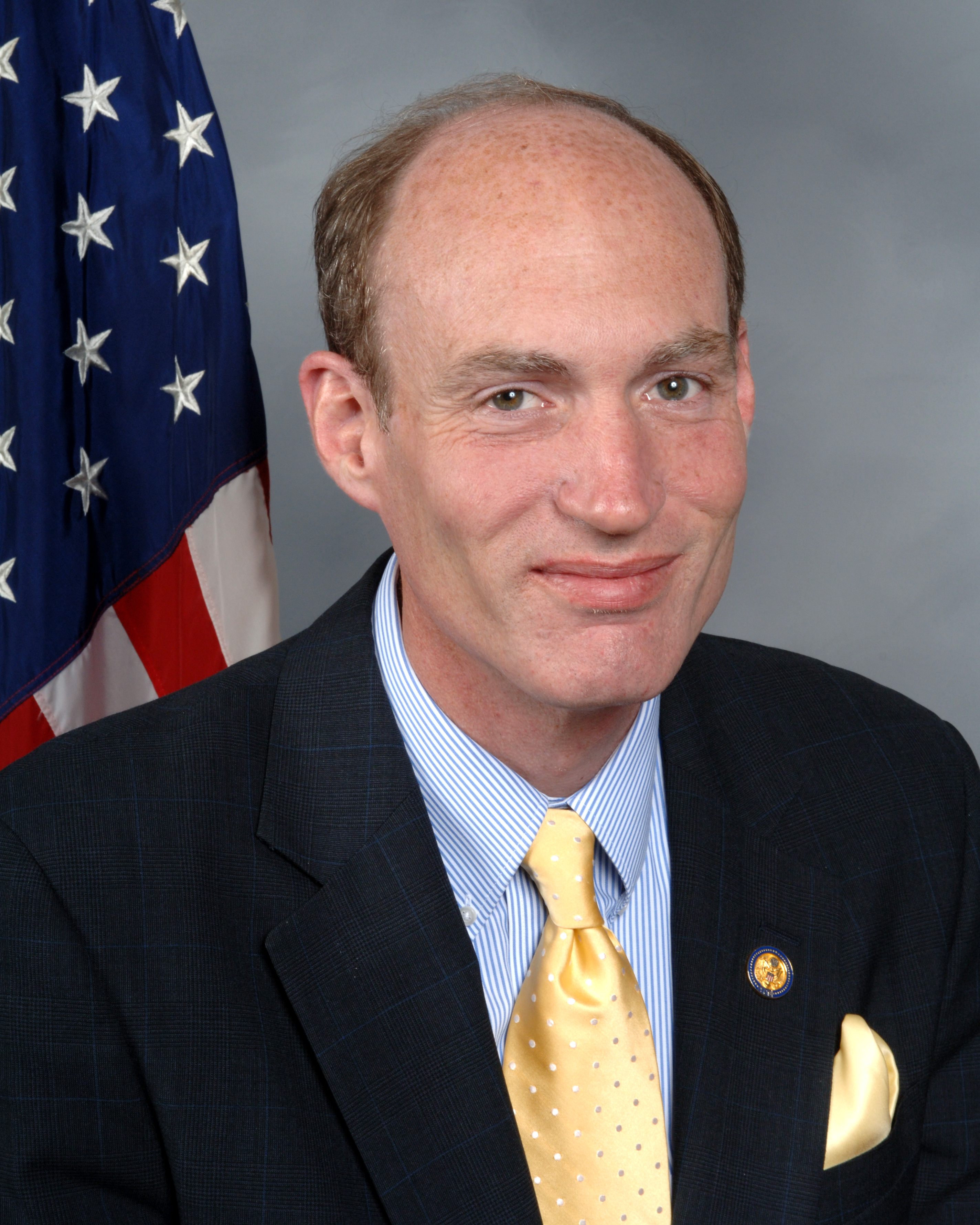
Thaddeus McCotter el 2011

Thaddeus George "Thad" McCotter (nascut el 22 d'agost de 1965) és un polític estatunidenc. Actualment és Membre de la Cambra de Representants per l'11è Districte de Michigan.

## Carrera
McCotter va nàixer en Livonia, Michigan i es va graduar en 1983 del col·legi "Detroit Catholic Central High School" en Redford (Col·legi Catòlic Central de Detroit), i va rebre el grau de Llicenciat en Arts (B.A., Bachelor of Arts) de la Universitat "University of Detroit" en 1987 i un "Juris Doctor" (J.D.) de la mateixa Universitat en 1990. Tenia una signatura d'advocats privada abans de ser elegit per a la Comissió de Wayne County, Michigan en 1992.